# Main Title (Guerre stellari)
Main Title è un tema musicale del franchise di Guerre stellari, il cui ideatore è  George Lucas, composto e diretto da John Williams. La registrazione è 
stata effettuata dalla London Symphony Orchestra nel 1977 e raggiunse la posizione numero dieci nella Billboard Hot 100 e la numero tredici nella classifica Canada RPM Top Singles. Nella stasera annata, anche la versione disco di Meco Star Wars Theme/Cantina Band è diventata un successo mondiale. Il tema musicale passò ben presto nella storia del cinema come uno dei temi più famosi e iconi.
William, prima di concentrarsi su questo brano aveva realizzato Main Title (Theme from Jaws), realizzato nel 1975, e successivamente nel 1977 ha composto Theme from Close Encounters of the Third Kind.

## Descrizione

### Genesi
A George Lucas è stato raccomandato John Williams da Steven Spielberg come compositore della colonna sonora di Una nuova speranza. Nell'ideare il tema Williams  aveva provato a comporre un pezzo conferendogli un "bagliore idealistico, edificante, ma militare". Infatti voleva che il brano fosse principalmente caratterizzato da una sezione di ottoni della London Symphony Orchestra, poiché anche lui in età giovanile suonava il suddetto strumento musicale. Cercò di inserirlo nel registro più "brillante delle trombe, dei corni e dei tromboni" così da ricreare una "fanfara straordinariamente brillante" all'inizio del brano. Ha fatto ciò anche per ottenere come risultato il contrasto del titolo con il secondo tema musicale che era più lirico, avventuroso e romantico nello stile.

### Tema
Il tema musicale venne descritto da Williams come una rappresentazione ideologica dell'eroismo e dell'avventura, entrambi prominenti in tutti i film della saga. Ha usato numerose frasi musicali per accentuare alcuni passaggi del ciclo degli eroi, raffigurando i racconti di Luke Skywalker (il protagonista della trilogia originale). L'aspetto maestoso del tema musicale è principalmente dovuto all'intenso utilizzo di ottoni.

### Storia
Main Title e il tema musicale principale di Guerre stellari ed è anche considerato il leitmotiv principale di Luke Skywalker.
Il brano divenne rapidamente un successo negli Stati Uniti (n. 10) e in Canada (n. 13) durante l'autunno. La composizione trae influenza dalla colonna sonora di Erich Wolfgang Korngold per il film Delitti senza castigo e da Jupiter di Gustav Holst dalla sua suite orchestrale I pianeti.
Il lato B del disco contiene la colonna sonora originale Cantina Band del film.
Star Wars (Main Title) è stato il minore dei due successi musicali de Una nuova speranza. La versione disco di Meco Star Wars Theme/Cantina Band ha raggiunto il numero uno in concomitanza con la corsa in classifica della versione originale della colonna sonora del film di Williams.

## Classifiche
| Classifica (1977)               | Posizione massima |
| ------------------------------- | ----------------- |
| Australia (Kent Music Report)   | 67                |
| Canadian RPM Top Singles        | 13                |
| Canadian RPM Adult Contemporary | 7                 |
| US Billboard Hot 100            | 10                |
| US Billboard Adult Contemporary | 4                 |
| US Cash Box Top 100             | 18                |

| Classifica (1977)                 | Rank |
| --------------------------------- | ---- |
| Canada RPM Top Singles            | 189  |
| US Billboard Hot 100              | 99   |
| US Adult Contemporary (Billboard) | 44   |

## Cover di Patrick Gleeson
Patrick Gleeson dopo un mese dall'uscita di Main Title ha realizzato una cover. La sua versione è stata pubblicata in Francia e negli Stati Uniti.